# Кушман, Флоренс
Флоренс Кушман (1860–1940) — американский астроном, специалист по классификации звезд. В обсерватории Гарвардского колледжа работала над Каталогом Генри Дрейпера .

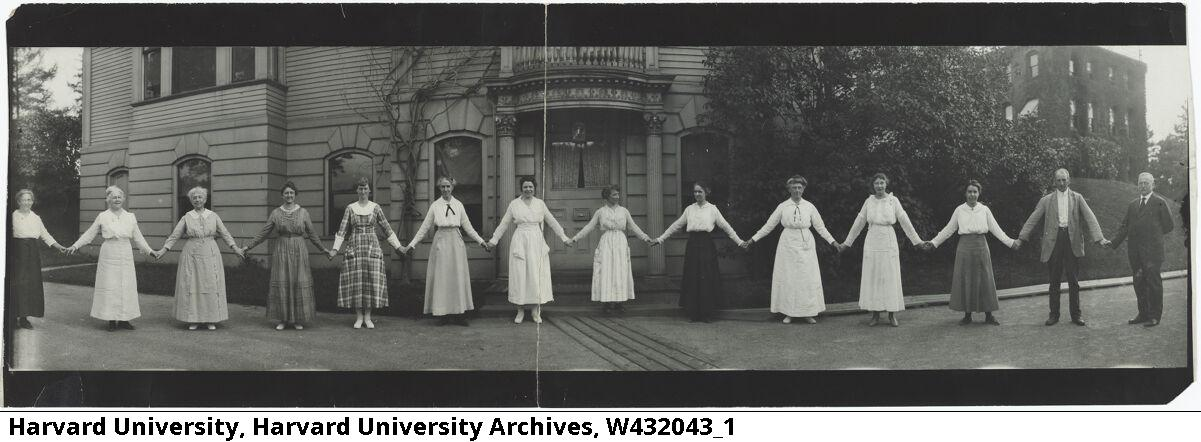
Группа женщин-вычислителей Гарвардской обсерватории. Слева направо: Ида Э. Вудс, Эвелин Лиланд, Флоренс Кушман, Грейс Брукс, Мэри Ванн, Генриетта Суон Ливитт, Молли О'Рейли, Мэйбл Гилл, Альта Карпентер, Энни Джамп Кэннон, Дороти Блок, Арвилл Уокер. Мужчины: Фрэнк Э. Хинкли (оператор телескопа), Эдвард Кинг (руководитель звездной фотографии).

## Биография
Родилась в Бостоне, штат Массачусетс, в 1860 году. Начальное образование получила  в средней школе Чарлстауна, которую окончила в 1877 году. В 1888 году начала работу в обсерватории Гарвардского колледжа в качестве сотрудницы Эдварда Пикеринга. Флоренс была одной из членов группы женщин-вычислителей, работавших под руководством Пикеринга, а после его смерти в 1919 году — Энни Джамп Кэннон. Ее классификации звездных спектров вошли в Каталог Генри Дрейпера, издававшийся  между 1918 и 1934 годами. Работала астрономом в обсерватории до 1937 года и умерла в 1940 году в возрасте 80 лет.

## Работа в обсерватории
Работала в обсерватории Гарвардского колледжа с 1918 по 1937 год .  С помощью фотометрии провела анализ, классификацию и каталогизацию оптических спектров сотен тысяч звезд. В XIX веке революция в фотографии намного точнее анализировать звездное небо, чем с помощью визуальных наблюдений. Для получения оптических спектров звезд, астрономы-мужчины работали по ночам, делая снимки на стеклянные фотографические пластинки.
В дневное время женщины-ассистенты, такие как Флоренс, анализировали полученные снимки,  вычисляли звездые величины и каталогизировали полученные результаты. Результаты работы  Флоренс по определению положения звезд и звездных величин, вошли в «Каталог Генри Дрейпера» за 1918 года в котором представлены спектры примерно 222 тысяч звезд .